# Konversion (Psychologie)

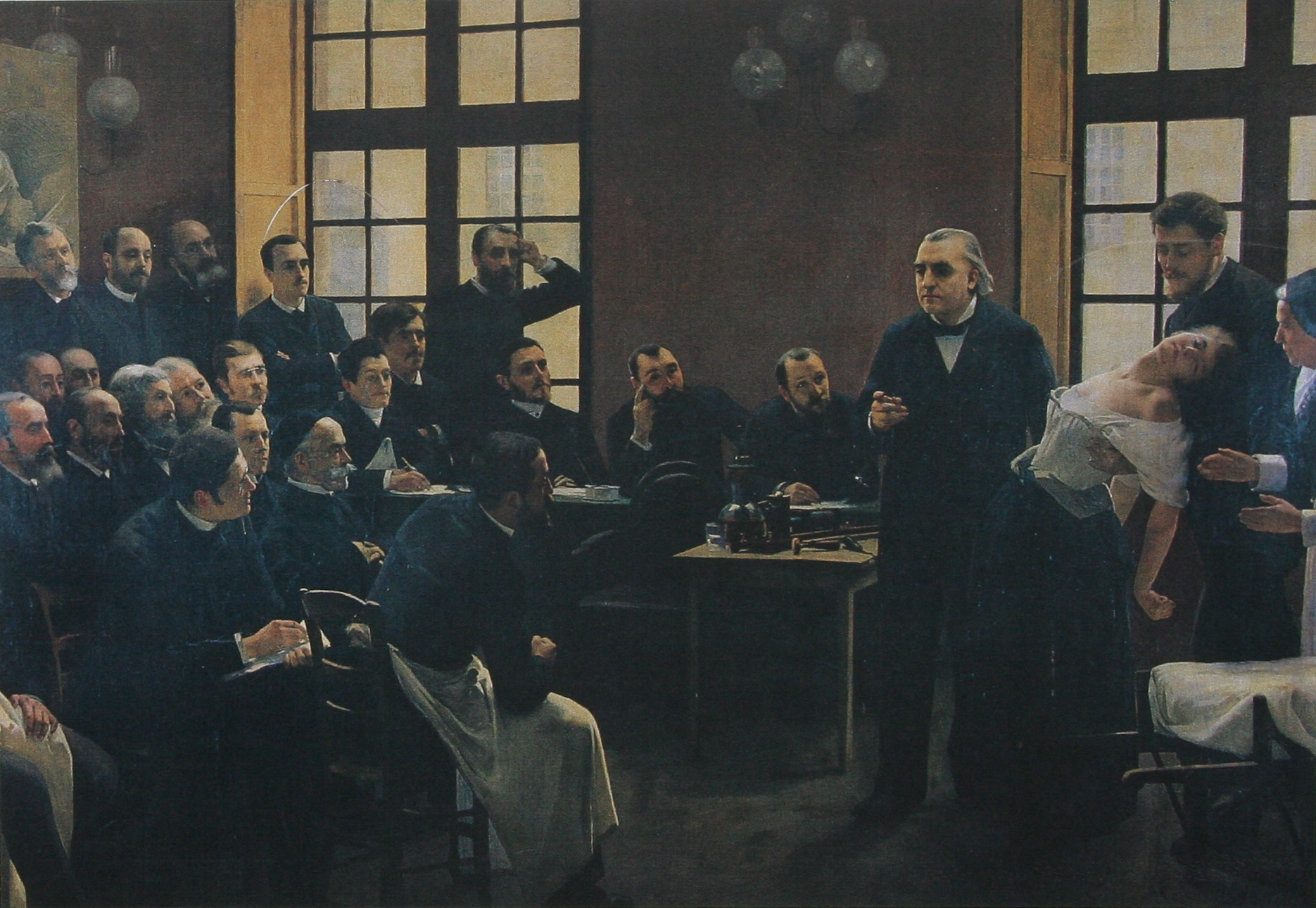
Charcot demonstriert die an Hysterie leidende Patientin Blanche Wittman im Hörsaal der Salpêtrière. Gemälde von André Brouillet 1887. Das Gemälde stellt die Behandlung von Hysterikerinnen dar, wie sie zu Lebzeiten Freuds von dem Neurologen Jean-Martin Charcot (1825–1893) in Paris durchgeführt wurde.

Konversion (von lat. conversio „Umwandlung“) beschreibt ein psychologisches Krankheitskonzept nach dem zuerst von Sigmund Freud 1894 geprägten Begriff, wonach seelische Erregung ins Körperliche umgewandelt wird. Die Theorie geht so von einem dualistischen Konzept des Verhältnisses von Leib und Seele aus, vgl. → Leib-Seele-Problem. Freud selbst sprach von „psychophysischen Vorgängen“. Er nahm damit ein noch heute gültiges Konzept der psychophysischen Korrelation vorweg. Er benannte seine Deutung der seelischen Symptomatik als „Versuch einer neurologischen Theorie“, so der Titel seines Werks der Erstbeschreibung des Krankheitsablaufs. Neurologisch war vor allem die Anwendung seiner Theorie auf Kranke, die bisher in neurologischen Abteilungen wegen Lähmungen der Willkürmuskulatur behandelt wurden, siehe Abb. 1. Angewandt hat Freud dieses Konzept auch auf eine Reihe anderer Störungen, wie Phobien und Zwangsvorstellungen. Hierzu rechnete er auch „gewisse halluzinatorische Psychosen“. Als neurologisch zu benennen war auch die Wortwahl seiner Beschreibung, indem er ganz auf neurophysiologische Art und Weise von „Erregungssummen“ sprach, die hier umgewandelt werden. Heute wird in der Medizin von Konversionsstörungen (ICD-10, F44) gesprochen.

## Geschichte der Psychiatrie
Die Trennung zwischen Neurologie und Psychiatrie war zu Lebzeiten Freuds noch weniger ausgeprägt als heute. Freud benutzte demnach zur Beschreibung seines Modells sowohl neurologische als auch psychologische Parameter. Unter den psychologischen Begriffen wird die Rolle des „abwehrenden Ichs“ von Freud genannt. Damit ist die dynamische Rolle der „Erregungssummen“ und ihrer Abwehr wie auch die topische Bedeutung des Instanzenmodells angesprochen. Auch der ökonomische Aspekt ist von Peters hervorgehoben worden, der darin besteht, ein hohes Erregungsniveau mit starker Triebenergie in einen niedrigeren Spannungszustand zu überführen. Damit sind alle metapsychologischen Kriterien Freuds im Sinne einer Tiefenpsychologie erfüllt. Die Resomatisierung nach Max Schur (1897–1969) stellt einen regressiven Vorgang dar.
Heute werden die neurologischen Aspekte Freuds als „pseudoneurologische“ Symptome einer nur symbolhaft zu verstehenden Kompromisslösung angesehen. Die Psychosomatik hat jedoch die körperlichen („neurologischen“) Symptome als Ergebnis einer Ausdruckskrankheit und damit als einer Körpersprache bewertet. Der Arzt Georg Groddeck (1866–1934) hat die Rezeption des Freudschen Modells sehr begünstigt, auch wenn er den symbolhaften Charakter der Symptombildungen zu stark betont hat. Bei der Konversion handelt es sich nach psychosomatischer Vorstellung um einen sog. Abwärts-Effekt. Mit der Konversion steht auch das Modell der Organneurosen und der Aktualneurosen in Verbindung.